# Viên Gia Quân
Viên Gia Quân (tiếng Trung giản thể 袁家军; bính âm Hán ngữ: Yuán Jiā Jūn, sinh ngày 27 tháng 9 năm 1962, người Hán) là nhà khoa học hàng không vũ trụ, chuyên gia kỹ thuật không gian, chính trị gia nước Cộng hòa Nhân dân Trung Hoa. Ông là lãnh đạo cấp phó quốc gia của Trung Quốc, Ủy viên Bộ Chính trị khóa XX, Ủy viên Ủy ban Trung ương Đảng Cộng sản Trung Quốc khóa XIX, Ủy viên dự khuyết khóa XVII, hiện là Bí thư Thành ủy Trùng Khánh. Ông từng là lãnh đạo chủ chốt cao nhất của Chiết Giang với vị trí Bí thư Tỉnh ủy và Tỉnh trưởng, ngoài ra từng giữ chức vụ cấp cao khác như Phó Bí thư Tỉnh ủy, Bí thư Ủy ban Chính Pháp Tỉnh ủy, Phó Tỉnh trưởng thường vụ. Ngoài ra, ông từng tham gia lãnh đạo các địa phương và cơ quan khác, giữ chức vụ Thường vụ Khu ủy Ninh Hạ, Phó Chủ tịch Ninh Hạ, Phó Tổng Giám đốc Tập đoàn Công nghiệp hàng không Trung Quốc. Ông cùng với Mã Hưng Thụy là hai nhà khoa học hàng không vũ trụ được bầu vào Bộ Chính trị khóa XX, tham gia lãnh đạo Trung Quốc từ năm 2022.
Viên Gia Quân gia nhập Đảng Cộng sản Trung Quốc năm 1992, học vị Kỹ sư Kỹ thuật hàng không vũ trụ, Thạc sĩ Thiết kế máy bay, Tiến sĩ Thiết kế phi thuyền hàng không vũ trụ, chức danh Nghiên cứu viên, Viện sĩ Viện Du hành vũ trụ Quốc tế. Ông nổi tiếng với sự nghiệp hàng không vũ trụ khi dành nỗ lực hoạt động nghiên cứu, thực tiễn phát triển công nghệ vũ trụ Trung Quốc các chương trình Quỹ đạo Trái Đất, Mặt Trăng, Sao Hỏa; từng là Tổng chỉ huy Tàu vũ trụ Thần Châu, Phó Chủ tịch Hiệp hội Khoa học Kỹ thuật, chỉ huy hệ thống hàng không vũ trụ Chương trình Thần Châu, đưa người Trung Quốc đầu tiên lên vũ trụ năm 2003. Ông cũng đã hoàn thành tốt nhiệm vụ phát triển kinh tế định hướng công nghệ toàn diện khi là thủ trưởng Chiết Giang.

## Xuất thân và giáo dục
Viên Gia Quân sinh ngày 27 tháng 9 năm 1962, quê quán ở địa cấp thị Thông Hóa, tỉnh Cát Lâm, Cộng hòa Nhân dân Trung Hoa. Ông lớn lên ở quê hương, theo học phổ thông trong thời kỳ thay đổi của Trung Quốc. Vào tháng 9 năm 1980, ông nhập học Học viện Hàng không Bắc Kinh (北京航空学院 – Beihang University), chuyên ngành cơ học vật lý chất rắn trong khoa thiết kế máy bay và cơ học ứng dụng. Đến tháng 7 năm 1984, ông tốt nghiệp Kỹ sư Kỹ thuật hàng không vũ trụ. Sau đó, ông vừa học vừa làm, tham gia nghiên cứu sinh chuyên ngành thiết kế máy bay, nhận bằng Thạc sĩ Thiết kế máy bay phi hành vào tháng 7 năm 1987. Tháng 3 năm 1989, ông sang Đức, tham gia học tập tại Viện Cơ học, Trung tâm hàng không vũ trụ Đức rồi trở về Trung Quốc vào tháng 8 năm 1990 để làm việc. Tháng 11 năm 1992, ông được kết nạp Đảng Cộng sản Trung Quốc.
Vào tháng 4 năm 2000, Viên Gia Quân được chỉ định quản lý chương trình phi hành gia có người lái Thần Châu. Khoảng thời gian này, ông tiếp tục nghiên cứu tại Đại học Hàng không vũ trụ Bắc Kinh (北京航空航天大学), ngôi trường cũ đã đổi tên của mình và nhận bằng Tiến sĩ Thiết kế phi thuyền hàng không vũ trụ vào tháng 1 năm 2006. Giai đoạn từ tháng 3 đến tháng 7 năm 2009, ông tham gia lớp học khóa đào tạo cán bộ trung niên, thanh niên tại Trường Đảng Trung ương Đảng Cộng sản Trung Quốc.

## Sự nghiệp

### Hàng không vũ trụ
Tháng 7 năm 1984, sau khi tốt nghiệp đại học, Viên Gia Quân bắt đầu làm việc ở Viện Nghiên cứu thứ Năm (Ngũ Viện – 五院), Bộ Công nghiệp hàng không vũ trụ (航空航天工业部 – Ministry of Astronautics Industry). Tháng 7 năm 1987, ông là Kỹ sư, giữ vị trí Trợ lý Chủ nhiệm Phòng Kết cấu Bộ 501, Viện thứ Năm, Bộ Công nghiệp Hàng không Vũ trụ, công tác vai trò này trong năm năm. Tháng 5 năm 1992, ông được thăng chức thành Phó Chủ nhiệm Phòng Kết cấu Bộ 501 của Ngũ Viện. Đến tháng 6 năm 1993, Bộ Công nghiệp Hàng không Vũ trụ giải thể, chuyển cơ cấu thành Tập đoàn Công nghiệp hàng không (AVIC), vị trí mới của Viên Gia Quân là Phó Chủ nhiệm Bộ 501, Ngũ Viện của AVIC.

#### Thần Châu bay vào vũ trụ

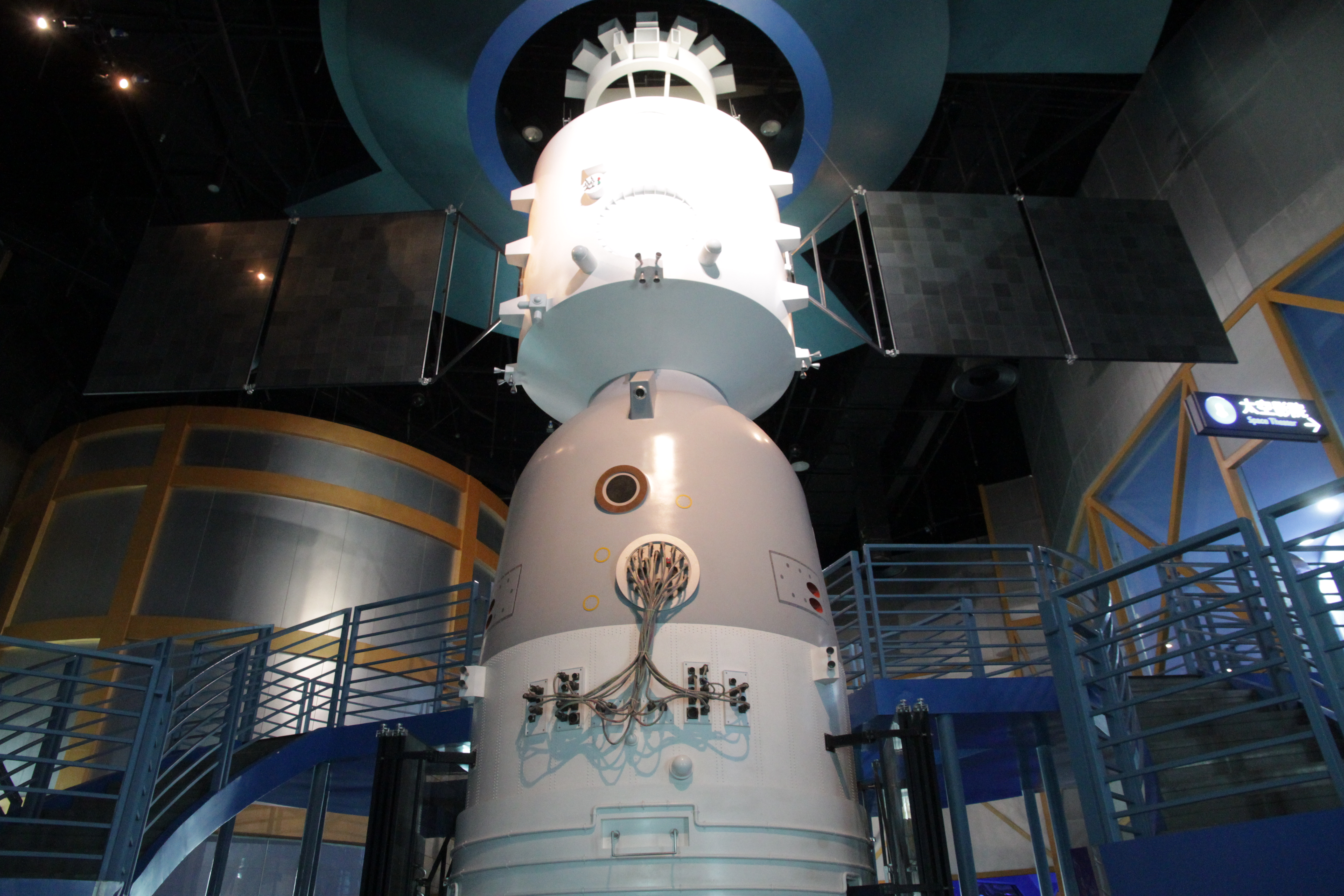
Thần Châu 5 do Viên Gia Quân là Tổng chỉ huy hệ thống phi thuyền có người lái.

Tháng 5 năm 1995, Viên Gia Quân được điều làm Trợ lý Viện trưởng Viện Nghiên cứu thứ Năm của Tập đoàn Công nghiệp hàng không. Vào lúc này, Chương trình Thần Châu của Trung Quốc với kỳ vọng đưa người Trung Quốc vào vũ trụ, phát triển lĩnh vực khoa học ở vị trí này đang diễn ra (1992). Viên Gia Quân được bổ nhiệm làm Phó Tổng chỉ huy thường trực hệ thống phi thuyền Tàu vũ trụ Thần Châu thứ nhất (Thần Châu 1 – 神舟一号) để nghiên cứu chế tạo. Từ tháng 5 năm 1996, ông giữ chức vụ Ủy viên Đảng ủy, Phó Viện trưởng Ngũ Viện, Tập đoàn Khoa học hàng không, một doanh nghiệp nhánh của AVIC. Tháng 1 năm 2003, ông được thăng chức thành Phó Bí thư Đảng ủy, Viện trưởng Viện Nghiên cứu thứ Năm AVIC. Ở Chương trình Thần Châu, ông kiêm nhiệm vị trí Tổng chỉ huy hệ thống tàu vũ trụ có người lái Thần Châu, liên tiếp là Tổng chỉ huy hệ thống phi thuyền Thần Châu 2 mang theo tải trọng khoa học bao gồm khỉ, chó, thỏ và động vật khác, Thần Châu 3 thử nghiệm, Thần Châu 4 thí nghiệm và Thần Châu 5 trực tiếp phi hành, là chuyến bay có người lái đầu tiên của Trung Quốc bởi phi hành gia Dương Lợi Vĩ, 14 vòng quỹ đạo Trái Đất. Với cương vị là Tổng chỉ huy Chương trình Thần Châu, Viên Gia Quân đã phát biểu về mục đích hàng không vũ trụ Trung Quốc:
"Trung Quốc sẽ thiết lập một cơ chế hợp lý để thương mại hóa công nghệ vũ trụ của mình, điều này có thể thúc đẩy các chuyến bay không gian có người lái của Trung Quốc. Khả năng thích ứng đa dạng của tàu quỹ đạo đã làm cho các dự án không gian trong tương lai của chúng tôi có thể thực hiện được".
Chỉ huy hệ thống phi thuyền giai đoạn tháng 4 năm 2000 đến tháng 2 năm 2004, đặc biệt là Thần Châu 5, tàu vũ trụ có người lái đầu tiên của Trung Quốc bay vào vũ trụ, lúc này ông 41 tuổi, được đánh giá cao về tài năng khoa học và lãnh đạo, chỉ huy nhóm nhà khoa học trẻ phát triển tốc độ cao công nghệ đất nước.

#### Lãnh đạo khoa học hàng không
Giai đoạn này, Viên Gia Quân cũng kiêm nhiệm vai trò ở một số đơn vị khác như: Phó Chủ nhiệm Liên đoàn Phi hành gia vũ trụ quốc tế (国际宇航联全会) từ tháng 10 năm 2002 đến tháng 10 năm 2006; Ủy viên thường vụ Hội Liên hiệp Thanh niên (ACYF) khóa X vào tháng 7 năm 2005; Phó Chủ tịch Hiệp hội Khoa học Kỹ thuật Trung Quốc khóa VII từ tháng 5 năm 2006. Tháng 10 năm 2007, ông được bầu làm Ủy viên dự khuyết của Ủy ban Trung ương Đảng Cộng sản Trung Quốc khóa XVII, khi ông 45 tuổi trong 167 Ủy viên dự khuyết. Tháng 11 năm 2007, ông được bổ nhiệm làm Phó Tổng Giám đốc, Ủy viên Đảng ủy Tập đoàn Công nghiệp hàng không, đồng thời kiêm nhiệm giữ chức Hội trưởng Hiệp hội Chất lượng Công nghiệp Hàng không Vũ trụ Trung Quốc và Phó Chủ tịch Hiệp hội Luật Vũ trụ Trung Quốc từ tháng 2 năm 2008; vào tháng 9 năm 2008, ông kiêm nhiệm Phó Chỉ huy Chương trình thám hiểm Mặt Trăng của Trung Quốc kỳ hai, Phó Chỉ huy trưởng và Phó Tổ tưởng Tiểu tổ lãnh đạo Dự án thăm dò Sao Hỏa chung Trung – Nga. Thời gian này, ông cùng phối hợp công tác với các nhà khoa học cùng thời, đặc biệt là Âm Hòa Tuấn (阴和俊) và Mã Hưng Thụy, cả ba cùng là Phó Chỉ huy Chương trình thám hiểm Mặt Trăng.

### Tổ chức địa phương

#### Ninh Hạ
Sau một chặng đường sự nghiệp về khoa học và hàng không vũ trụ dài lâu, Viên Gia Quân bắt đầu được điều chuyển vào tổ chức địa phương từ năm 2012. Tháng 3 năm 2012, ông được điều chuyển tới Khu tự trị dân tộc Hồi Ninh Hạ, được bổ nhiệm làm Thường vụ Khu ủy Ninh Hạ, Bí thư Đảng ủy và Chủ nhiệm Ủy ban Quản lý Cơ sở Năng lượng và Hóa học Ninh Đông, đơn vị phụ trách năng lượng hóa học, hóa chất than, hóa dầu, công nghiệp điện. Tháng 1 năm 2013, ông được bổ nhiệm làm Phó Bí thư Đảng tổ Chính phủ Ninh Hạ, Phó Chủ tịch Chính phủ Nhân dân Khu tự trị dân tộc Hồi Ninh Hạ, và đồng thời giám sát các hoạt động của Cơ sở công nghiệp vận hành hóa chất và năng lượng Ninh Đông. Ông công tác ở Ninh Hạ trong thời gian tương đối, hơn hai năm.

#### Chiết Giang
Vào tháng 7 năm 2014, Viên Gia Quân được miễn nhiệm ở Ninh Hạ, điều chuyển sang phương Đông, tới Chiết Giang, bổ nhiệm làm Thường vụ Tỉnh ủy Chiết Giang, đề cử chức vụ Phó Tỉnh trưởng Chiết Giang. Sang tháng 8 năm 2014, ông được bổ nhiệm làm Phó Tỉnh trưởng thường vụ Chính phủ Nhân dân, Phó Bí thư Ban Cán sự Đảng của Chính phủ Nhân dân tỉnh Chiết Giang. Bên cạnh đó, ông kiêm nhiệm vị trí Viện trưởng Học viện Hành chính tỉnh Chiết Giang, Phó Bí thư Ủy ban Chính trị và Pháp luật Tỉnh ủy. Ông cũng là Phó Chủ tịch Hiệp hội Khoa học Kỹ thuật Trung Quốc khóa VIII. Vào ngày 2 tháng 4 năm 2016, The Paper (Bành Phái Tân Văn – 澎湃新闻) đăng một bài báo cho biết theo trang web chính thức của tỉnh Hà Bắc thông báo Viên Gia Quân đã đảm nhiệm chức vụ Phó Bí thư Tỉnh ủy Chiết Giang, và một số phương tiện truyền thông đã đăng lại bài báo này. Nhưng những ngày sau đó, các bài báo này đã bị gỡ xuống bởi tin tức lỗi nhầm lẫn liên quan trên Nhật báo Kinh tế Hà Bắc, vị trí của ông không thay đổi vào thời điểm đó. Vào ngày 4 tháng 11 năm 2016, ông được bổ nhiệm làm Phó Bí thư Tỉnh ủy tỉnh Chiết Giang, Bí thư Ủy ban Chính trị Pháp luật tỉnh Chiết Giang. Vào tháng 4 năm 2017, ông được điều chuyển trở lại Chính phủ Nhân dân tỉnh Chiết Giang, được bổ nhiệm làm Phó Tỉnh trưởng, Quyền Tỉnh trưởng tỉnh Chiết Giang, Bí thư Đảng tổ Chính phủ Chiết Giang đồng thời là Phó Bí thư Tỉnh ủy, Bí thư Ủy ban Chính Pháp, lúc này ông được nâng bậc cấp Chính tỉnh, Chính bộ. Đến tháng 7 cùng năm, ông được miễn nhiệm chức vụ Bí thư Chính Pháp Chiết Giang, kế nhiệm bởi Từ Gia Ái (徐加爱). Đến ngày 07 tháng 7 năm 2017, ông được bầu chính thức làm Tỉnh trưởng Chính phủ Nhân dân tỉnh Chiết Giang tại kỳ họp của Nhân Đại Chiết Giang. Tháng 10 năm 2017, ông được bầu làm Ủy viên chính thức Ủy ban Trung ương Đảng Cộng sản Trung Quốc khóa XIX, trong Đại hội Đảng Cộng sản Trung Quốc lần thứ XIX.
Với cương vị Tỉnh trưởng Chiết Giang, ông hỗ trợ và phối hợp với Bí thư Tỉnh ủy Xa Tuấn trong công tác lãnh đạo tỉnh, với nhiệm vụ trọng yếu là chỉ huy hành chính, vừa giữ vững, vừa phát triển kinh tế Chiết Giang, theo chiến lược của Tập Cận Bình, lãnh đạo tỉnh giai đoạn 2002 – 2007 đặt ra. Chiết Giang trong thời kỳ dài đã phát triển vững chắc, trở thành một địa phương kiểu mẫu cho nền công nghệ Trung Quốc với định hướng: Trung Hoa không chỉ đơn thuần phát triển kinh tế theo thành thị như Thượng Hải hay Thâm Quyến, đã đến lúc phát triển vùng như Phúc Kiến, Chiết Giang. Trong những năm công tác của Viên Gia Quân, GDP Chiết Giang lần lượt là 5.177 tỉ tệ năm 2017, 5.620 tỉ tệ năm 2018 và 6.235 tỉ tệ năm 2019. Chỉ tỉnh riêng năm 2020, GDP 6.235 tỉ tệ tương đương với 910 tỉ USD, tốc độ tăng trưởng nội địa đạt 12,5%, xếp thứ tư toàn quốc, vượt qua vùng thủ đô Île-de-France của Pháp để đạt vị trí thứ 10 trong bảng xếp hạng GDP đơn vị cấp tỉnh toàn thế giới, tương đương với tiểu bang Illinois của Hoa Kỳ. GDP trung bình của 58 triệu người dân Chiết Giang đạt gần 16.000 USD/người/năm 2019, trong giai đoạn tiếp tục đẩy mạnh tăng trưởng. Ngày 31 tháng 8 năm 2020, Bộ Chính trị mở hội nghị sắp xếp cán bộ. Đến ngày 01 tháng 9 năm 2020, Trung ương quyết định bổ nhiệm Viên Gia Quân giữ chức Bí thư Tỉnh ủy tỉnh Chiết Giang, thay thế Xa Tuấn được miễn nhiệm nghỉ hưu. Vị trí Tỉnh trưởng Chiết Giang được kế nhiệm bởi Trịnh Sách Khiết. Ở vị trí mới, Viên Gia Quân là lãnh đạo toàn diện, cao nhất Chiết Giang.

#### Trùng Khánh
Tháng 6 năm 2022, Viên Gia Quân được bầu làm đại biểu tham gia Đại hội Đảng Cộng sản Trung Quốc lần thứ XX từ đoàn đại biểu Chiết Giang. Trong quá trình bầu cử tại đại hội, ông tái đắc cử là Ủy viên Ủy ban Trung ương Đảng Cộng sản Trung Quốc khóa XX, sau đó được bầu làm Ủy viên Bộ Chính trị trong Hội nghị toàn thể lần thứ nhất Ủy ban Trung ương khóa XX vào ngày 23 tháng 10 năm 2022, trở thành lãnh đạo cấp phó quốc gia. Vào ngày 7 tháng 12, ông được miễn nhiệm vị trí ở Chiết Giang, được điều tới Trùng Khánh nhận nhiệm vụ lãnh đạo toàn diện trực hạt thị này, kế nhiệm Trần Mẫn Nhĩ nhậm chức Bí thư Thành ủy Trùng Khánh.

## Danh hiệu và giải thưởng

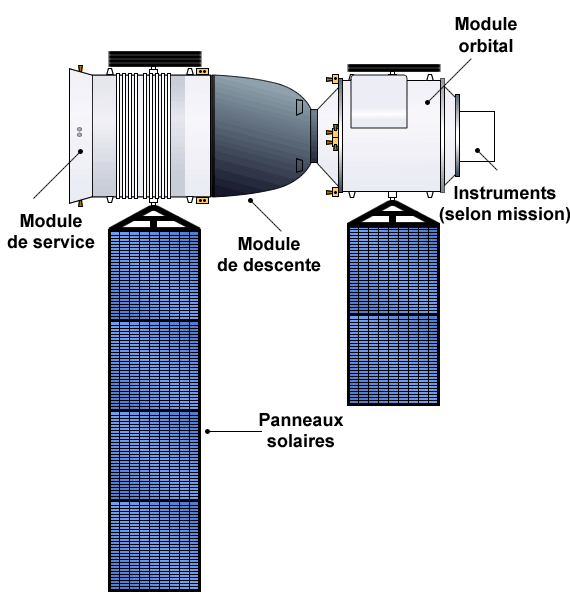
Mẫu thiết kế Thần Châu 1–7 do ông tham gia chỉ huy từ Thần Châu 1–5.

Trong sự nghiệp công tác là một nhà khoa học đóng góp cho nghiên cứu, hoạt động hàng không vũ trụ Trung Quốc, Viên Gia Quân đã hoàn thành nhiều nhiệm vụ được giao, đặc biệt là Tổng chỉ huy tàu vũ trụ đầu tiên đưa người vào không gian của Trung Quốc. Ông nhận được nhiều giải thưởng vinh danh:
- Năm 1998, Viên Gia Quân được Quốc vụ viện Cộng hòa Nhân dân Trung Hoa cấp trợ cấp đặc biệt cho công vụ viên.
- Năm 2000, ông được trao danh hiệu "Mười thanh niên xuất sắc nhất toàn quốc". Trong cùng năm đó, ông đã được trao "Giải thưởng đóng góp xuất sắc" cho "Cuộc thử nghiệm bay đầu tiên của Kỹ thuật vũ trụ có người lái" của Bộ Tổng trang bị của Giải phóng quân Nhân dân Trung Quốc.
- Năm 2001, ông nhận giải thưởng "Nhà lao động khoa học ưu tú toàn quốc".
- Năm 2003, ông nhận giải thưởng thành tựu xuất sắc Trung Quốc.
- Ông đã được trao giải "Thành tựu nổi bật, Giải thưởng Khoa học và Công nghệ Thanh niên Trung Quốc" năm 2004.
- Năm 2008, ông nhận Giải thưởng Quỹ không gian có người lái Cơ Kim (基金奖). Ông đạt giải đặc biệt về tiến bộ khoa học công nghệ cấp quốc gia, một giải nhất, một giải nhì chủ đề tiến bộ khoa học quốc phòng Trung Quốc.
- Vào tháng 7 năm 2006, ông được bầu làm Viện sĩ của Viện Du hành vũ trụ quốc tế (International Academy of Astronautics).[41]